# Chiesa di Santa Maria delle Muratelle
La chiesa di Santa Maria delle Muratelle è un luogo di culto cattolico di Bologna.

## Storia
La chiesa di Santa Maria Annunziata delle Muratelle deve il suo nome al fatto di essere costruita sulla seconda cinta muraria della città di Bologna, la cosiddetta cinta dei torresotti (o Cerchia dei Mille). L'edificio originale risale al XIII secolo e fu abbattuto prima nel 1455 per essere ricostruito e poi nel 1630 per fare spazio alla costruzione della attuale Via Urbana. Nel 1680 infine la Chiesa venne rifabbricata quasi a nuovo su disegni di Carlo Francesco Dotti. Sempre su progetto del Dotti venne modificato e decorato l'interno della chiesa, nell'anno 1735.
Nel 1749 subì un ulteriore rifacimento ad opera di Raimondo Compagnini. Durante il XIX secolo venne sconsacrata e riconvertita, diventando per circa 50 anni un edificio ad uso militare. Nella zona infatti erano già presenti vari edifici militari, tra cui l'attuale Caserma Cialdini, per i quali era necessario ulteriore spazio.
La facciata attuale è stata ricostruita nel 1928 ad opera di Edoardo Collamarini.

## Descrizione
La facciata è del 1928, mentre l'interno è riconducibile ad un progetto di fine del XVII secolo, attuato nel 1735. La pianta è ad aula unica, preceduta da un atrio con cupola. L'aula è unica scandita in quattro campate, coperte con una volta a botte.
È possibile trovare una antica pittura raffigurante la Madonna con figlio, risalente all'edificio originario del XII secolo. Inoltre all'interno è possibile vedere stucchi e statue realizzati da Giuseppe Maria Mazza.
Sul piccolo campanile, con semplicissimo tetto a 4 falde e cella illuminata da semplici monofore, è alloggiato un modesto concerto di 4 campane in tono maggiore opera della fonderia Lucio Broili di Udine, equipaggiato per essere suonato manualmente dai campanari secondo il tipico sistema bolognese.
Una lapide in facciata ricorda lo scrittore gesuita spagnolo José Francisco de Isla, autore dell'opera comico-satirica Historia del famoso predicador fray Gerundio de Campazas, alias Zotes, morto a Bologna e sepolto in questa chiesa.